# Une nuit à l'opéra
Pour les articles homonymes, voir A Night at the Opera.
Pour plus de détails, voir Fiche technique et Distribution.
Une nuit à l'opéra (A Night at the Opera) est un film américain réalisé par Sam Wood, avec les Marx Brothers, sorti en 1935.

## Synopsis
Otis B. Driftwood est employé au Metropolitan Opera de New York ; la grande musique l'indiffère, en tout lieu tout temps, il ne goûte que son profit. Mrs Claypool, riche veuve, aspire à la haute société et Driftwood lui suggère d'investir dans l'opéra. Hermann Gottlieb, directeur du Met, propose alors d'engager le ténor Lasspari, belle voix mais paon d'envergure, hargneux et vénal. Lasspari frétille pour Rosa, sa troublante partenaire qui ne rêve elle que de Riccardo Baroni, autre ténor, doué, lui, du cœur comme du gosier mais inconnu du public.
Lasspari embarque pour New-York, Rosa dans ses bagages. Dans les siens, Driftwood trouve Baroni et ses deux complices foldingues et résolus Fiorello et Tomasso. Ces clandestins sont tôt repérés et mis aux fers mais à l'arrivée, ils s'échappent non sans avoir bafoué l'Amérique en usurpant l'identité de trois aviateurs aussi russes que barbus. Driftwood paye de sa situation ses « vils acoquinages » ; quant à Rosa, Lasspari, définitivement éconduit, a obtenu son renvoi de la troupe. Le rideau se lève alors au Met pour une représentation du Trouvère de Verdi. Driftwood, Tomasso, Fiorello s'ingénient à saborder l'ouvrage autant qu'ils le peuvent et ils le peuvent bien, réussissant même à escamoter Lasspari alors qu'il déclame le grand air héroïque de Manrico. Lasspari porté disparu, Gottlieb, aux abois, recrute Baroni (qui passait là... presque par hasard) et Rosa. Ils chantent le Miserere sans que rien, cette fois, ne vienne troubler la prestation. Triomphe. Revenu parmi nous, Lasspari tente un bis, on lui lance une pomme ! Les tourtereaux sont réclamés sur scène mais Baroni refuse de s'y rendre tant que ses amis ne sont pas réhabilités. Ce qui sera bientôt fait.

## Fiche technique
- Titre : Une nuit à l'opéra
- Titre original : A Night at the Opera

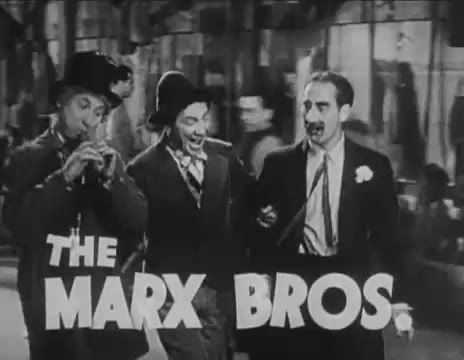
Les trois protagonistes dans le film : Harpo, Chico et Groucho Marx.

- Réalisation : Sam Wood, assisté de Lesley Selander (non crédité)
- Scénario : George S. Kaufman et Morrie Ryskind
- Production : Irving Thalberg
- Société de production : Metro-Goldwyn-Mayer
- Musique : Nacio Herb Brown, Walter Jurmann, Herbert Stothart et Bronislau Kaper
- Photographie : Merritt B. Gerstad
- Montage : William LeVanway
- Décors : Ben Carré, Cedric Gibbons et Edwin B. Willis
- Costumes : Dolly Tree
- Distribution : 
  - Metro-Goldwyn-Mayer (1935-1986)
  - Turner Entertainment (1986-96)
  - Warner Bros. Entertainment (1996-présent)
- Pays de production :  États-Unis
- Langues : anglais - italien
- Format : Noir et blanc
- Genre : Comédie burlesque
- Durée : 96 minutes
- Dates de sortie : 
  - États-Unis : 8 novembre 1935 (première à New York), 15 novembre 1935 (sortie nationale)
  - France : 22 mai 1936
- Affiche : Boris Grinsson (France)

## Distribution
- Groucho Marx : Otis B. Driftwood
- Chico Marx : Fiorello
- Harpo Marx : Tomasso
- Kitty Carlisle : Rosa Castaldi
- Allan Jones : Ricardo Baroni

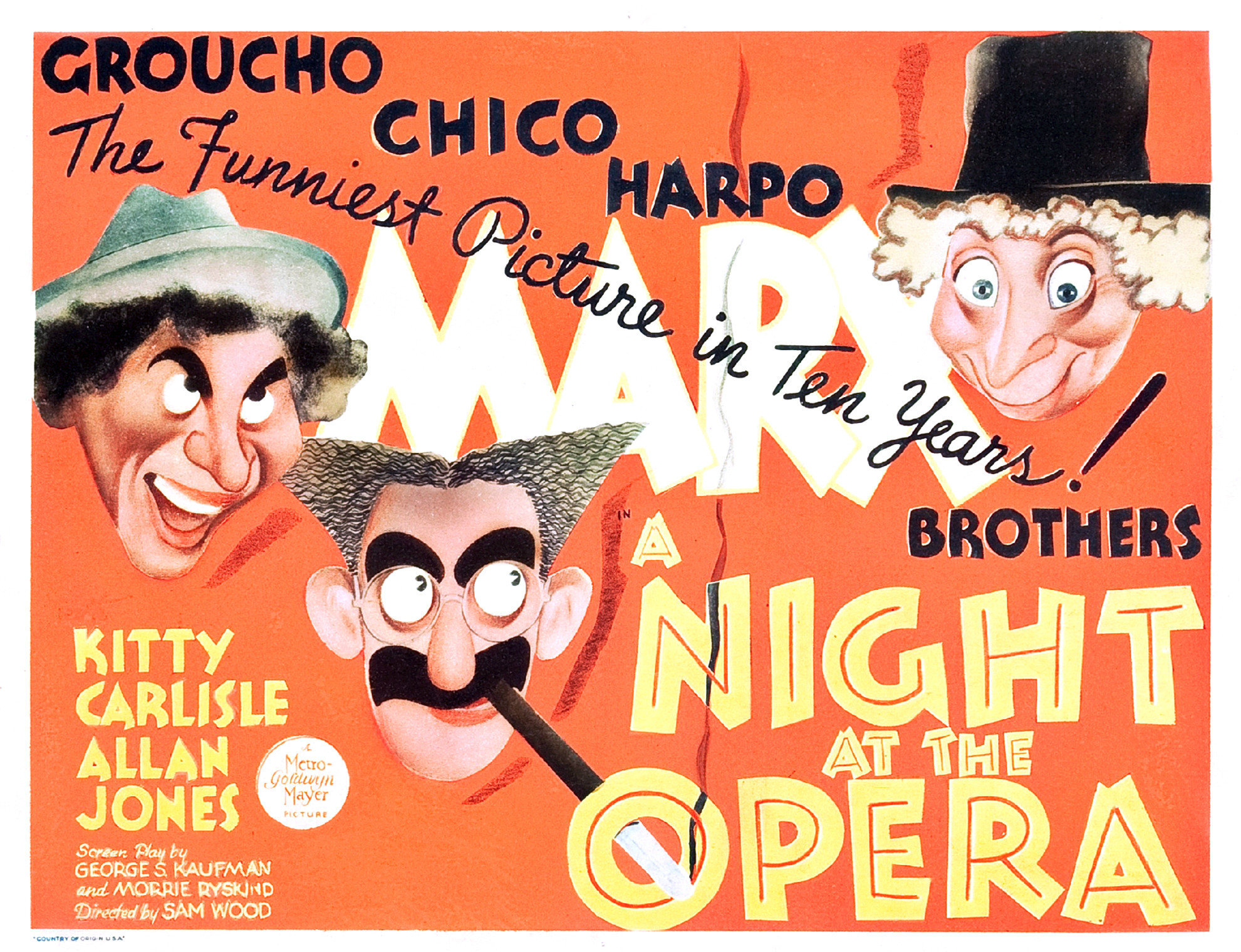
Carte promotionnelle du film.

- Walter Woolf King : Rodolfo Lassparri
- Sig Ruman : Herbert Gottlieb
- Margaret Dumont : Mme Claypool
- Edward Keane (en) : Le capitaine
- Robert Emmett O'Connor : Henderson

Acteurs non crédités :
- Harry Allen : Un portier
- George Irving : Un membre du comité
- Rolfe Sedan : Un aviateur

## Bande sonore

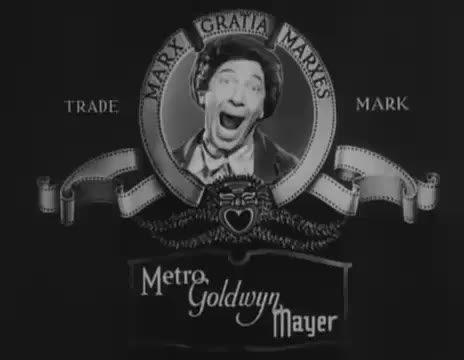
À tour de rôle, chaque Marx Brother remplace le lion de la Metro-Goldwyn-Mayer et tente de rugir comme lui.

- Alone Chanté par Allan Jones et Kitty Carlisle (avec chœurs)
- Alone, joué à la harpe par Harpo
- Santa Lucia
- All I Do Is Dream of You joué au piano par Chico
- Cosi-Cosa chanté par Allan Jones et chœurs
- Take Me Out to the Ballgame (musiciens de l'orchestre symphonique)
- Il Trovatore  (Overture)
- Anvil Chorus (de l'opéra Il Trovatore)
- Miserere (de l'opéra Il Trovatore)
- Stride la vampa (de l'opéra Il Trovatore)
- Di quella Pira (de l'opéra Il Trovatore)
- Un grande spettacolo a ventitré ore
- Strido Lassu (de l'opéra Pagliacci)
- Vesti la giubba  chanté sur le passage Riddi Pagliacci par un Groucho inspiré

## À noter
- Le titre français résulte d'une mauvaise traduction: night signifie à la fois « soir » et « nuit ». Dans ce film, c'est d'un « soir » qu'il s'agit.
- Lorsque Groucho demande à Chico s'il sait ce qu'est un duplicata, son partenaire lui répond qu'il s'agit de cinq gamins du Canada, faisant allusion aux quintuplées Dionne, nées en 1934[1].

## Influences et hommages
L'album du groupe de rock britannique Queen, intitulé A Night at the Opera, sorti en 1975, est un titre emprunté à ce film des Marx Brothers, afin de leur rendre hommage,.